# عروس خال خالی
Spilosoma lubricipeda، عروس خال خالی، پروانه ای از خانواده جغدی‌واران است. این حشره در سراسر کمربند معتدل اوراسیا از اروپا تا قزاقستان و جنوب سیبری تا منطقه آمور، چین، کره و ژاپن یافت می شود. در چین چندین گونه خواهر و برادر از این گونه زیست می کند.

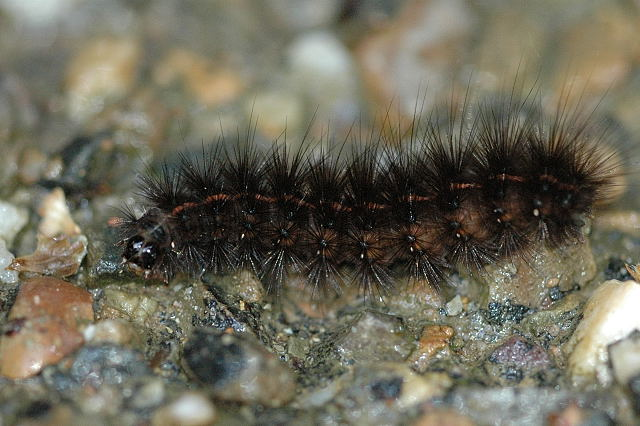
لارو عروس خال خالی

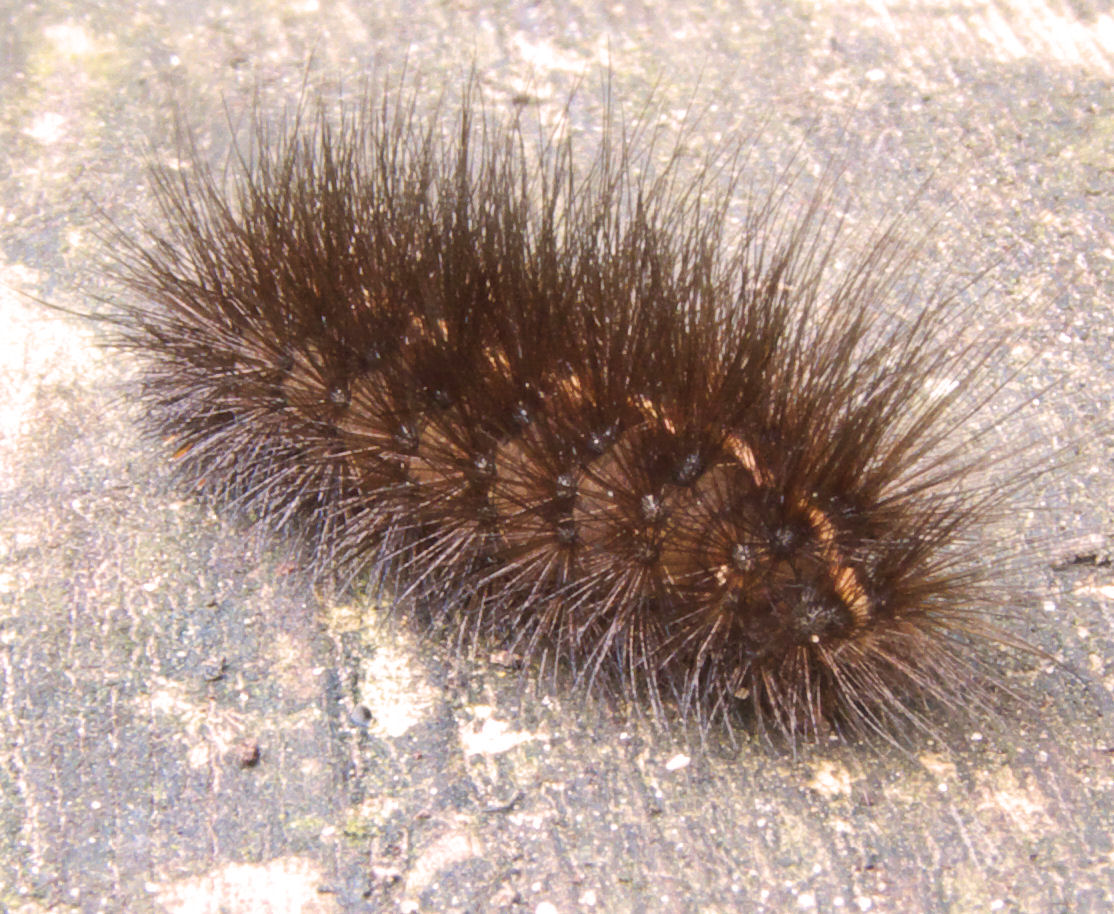

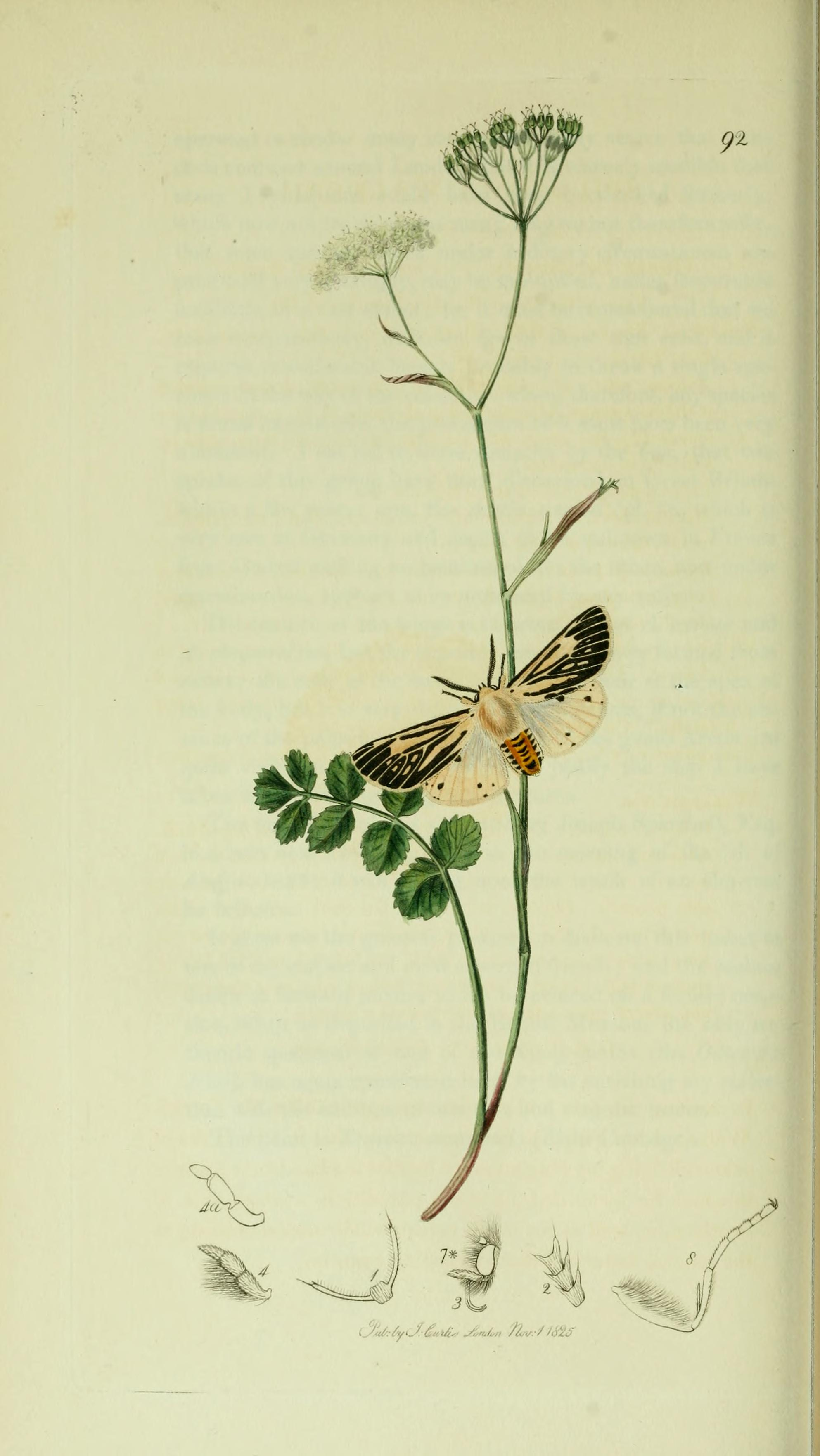
تصویر از حشره شناسی بریتانیا جلد 5 جان کرتیس

طول بالها 34 تا 48 میلی متر است.  الگوی بال ها بسیار متغیر است، از بال های کاملا سفید تا به شدت پوشیده شده با نقاط سیاه. بالهای عقبی اغلب با یک یا چند نقطه سیاه (به ندرت بدون هیچ نقطه سیاه). شاخه های آنتن بلندتر (بسیار طولانی تر از Spilosoma urticae مشابه)، 3-5 برابر بیشتر از قطر ساقه آنتن است.

## توضیحات فنی و تنوع
سفید شیری، نارنجی شکم با نقاط پشتی سیاه. قسمت جلویی کم و بیش با نقاط سیاه مشخصی که همیشه برخی از آنها در قسمت کوستا و برخی دیگر در ردیف‌هایی در دیسک چیده شده‌اند، پاشیده شده است. عقبگرد با نقاط دیسکی و اغلب با نقاط مقعدی و موارد دیگر. آنتن مشکی در نمونه های شمال اسکاتلند بال های جلویی زرد ماسه ای است. اخرا ، همچنین در جاهای دیگر به عنوان یک استثنا یافت می شود. بال جلویی ممکن است تیره تا قهوه ای باشد. این مورد در ab. برونیا اوبر. در ab. luxerii Godt. بال جلویی از قسمت انتهایی با رز قرمز و از ناحیه نزدیک قهوه ای پر شده است. در ab. walkeri Curt، نقاط با هم ادغام می شوند و رگه های شعاعی را تشکیل می دهند. در ژاپن معمولاً به شکل sangaica Walk رخ می دهد. که فقط با نقاط پراکنده از lubricipeda متمایز می شود، به خصوص در ناحیه بیرونی بال جلو. نمونه‌های مشابه سانگایکا به‌طور ناهنجار در اروپا نیز به‌وجود می‌آیند که نام paucipuncta Fuchs را دارند و برخلاف آن، krieghoffi Pabst با نقطه‌گذاری بسیار قوی وجود دارد. کاهش بیشتر نقاط منجر به ab. unipuncta Strand که در آن فقط یک نقطه روی بال عقبی وجود دارد. - Punctarium Cr. [در حال حاضر گونه کامل Spilosoma punctarium (Stoll، [1782])] با شکم کارمینی با نقاط عرضی تیز و با لکه‌دار بودن بال‌ها از lubricipeda متمایز می‌شود.

## زیست شناسی
پروانه بسته به موقعیت مکانی از می تا سپتامبر پرواز می کند. پرندگان به دلیل سمی بودن از این حشره تغذیه نمی کنند.
تخم زرد روشن. لارو قهوه ای یاسی با موهای قهوه ای تیره و نوار پشتی نارنجی مایل به زرد. لاروها از گزنه, Cytisus scoparius, یونجه, Echium vulgare و Taraxacum officinale تغذیه می کنند .

## زیرگونه ها
Spilosoma lubricipeda sangaicum 

## لینک های خارجی
- پروانه ارمنی سفید در UKMoths
- Fauna Europaea: Spilosoma lubricipeda
- Lepiforum.de: Spilosoma lubricipeda
- تاکسونومی اسپیلوزوما لوبریسیپدا در Lepidoptera Markku Savela و برخی دیگر از اشکال حیات (funet)
- بولد: Spilosoma lubricipeda
- EoL: Spilosoma lubricipeda
- بازبینی شده در 23 آوریل 2018.